# Kyren Paris
Kyren Terrell Paris (Oakley, California, 11 de noviembre de 2001), más conocido como Kyren Paris, es un jugador profesional estadounidense de béisbol que se desempeña en la posición de segunda base en Los Angeles Angels, equipo de las Grandes Ligas de Béisbol (MLB).

## Carrera
En 2023, Paris hizo su debut en la MLB con el equipo Los Angeles Angels, donde lleva jugando dos temporadas.